# Целков, Олег Николаевич
Олег Николаевич Целков (15 июля 1934, Москва — 11 июля 2021, Париж) — советский и французский художник. С 1977 года проживал во Франции. Лауреат негосударственной российской премии «Триумф» (2005).

## Биография
Родился 15 июля 1934 года в Тушине (Красногорский район Московской области) в русско-еврейской семье. Родители — Николай Иванович Целков, уроженец Дмитрова, и Роза Израилевна Целкова, родом из Белоруссии, познакомились во время учёбы на товароведов в торговом техникуме, работали экономистами на авиационном заводе. С 1949 по 1953 учился в МСХШ. Один год проучился в Белорусском театрально-художественном институте в Минске, ещё год — в Академии художеств им. И. Е. Репина в Ленинграде, был исключён. Образование завершил на постановочном факультете в Ленинградском государственном институте театра, музыки и кино. Ученик Н. П. Акимова.
Первая квартирная выставка Олега Целкова в Москве состоялась в 1956 году усилиями Владимира Слепяна. В 1961 году художник переехал в Москву. Его первая официальная персональная выставка прошла в 1965 году в Институте атомной физики им. Курчатова в Москве. С 1970-х годов Целков выставляется в Европе и США.
Начиная с 1960 года, с картины «Портрет», в течение последующих сорока лет в живописи он разрабатывает единственный сюжет — образы деформированного человеческого лица и фигуры, напоминающие зловещие маски или человекоподобного мутанта. Его портреты стали своеобразной реакцией на новые формальные приемы «сурового стиля». Особая черта его картин — «шаблонность», крупный масштаб и яркие анилиновые цвета. На творчество повлияли современные примитивисты и поздний Малевич.
В 1977 году под давлением властей покинул СССР. Жил в Париже, позже купил ферму в провинции Шампань, в 300 км от Парижа, где оборудовал мастерскую.   Французского гражданства не принял, почти четыре десятилетия оставался апатридом. В июне 2015 года получил гражданство Российской Федерации.
В 2004 году прошли две персональные выставки Целкова: в Русском музее и в Государственной Третьяковской галерее. В 2005 году он стал единственным проживающим на Западе художником, удостоенным российской премии «Триумф».
В 2010 году, на совместной с тремя другими корифеями нонконформизма выставке Олега Целкова в фонде «Екатерина» была показана авторская керамика и бронза, узнаваемые «целковские» фигуры и головы.
Летом 2014 года в фонде «Екатерина» прошла большая юбилейная выставка Олега Целкова «Бубновый туз»

Его персонажи <…> остаются загадкой. Они непроницаемы, как скульптуры, в которых, кажется, готов проснуться скульптор. Одна из его работ так и называется — «Скульптор и скульптура». На переднем плане — огромное таинственное лицо, глядящее на нас из камня. К его макушке приставлено долото мастера, но лицо самого скульптора — на заднем плане, небольшое, почти исчезающее. Творение странным образом оказывается больше самого человека.— рецензия критика Жанны Васильевой в «РГ»
Скульптурные опыты Олега Целкова представлены на сайте Галереи Саатчи и на сайте давнего почитателя таланта Целкова, коллекционера Игоря Цуканова
Умер на 87-м году жизни в Париже в больнице Сен-Антуан. Похоронен в провинции Шампань, на кладбище близ коммуны Он ле Валь (Osne le Val), где и находился его загородный дом.

## Работы находятся в собраниях
- Государственная Третьяковская галерея, Москва
- Государственный музей изобразительных искусств имени А. С. Пушкина, Москва
- Государственный Русский музей, Санкт-Петербург
- Государственный Эрмитаж, Санкт-Петербург
- Государственный Центр современного искусства, Москва
- Музей Циммерли (Nancy and Norton Dodge Collection) Ратгерского университета, Нью-Брансуик, США
- Музей «Другое искусство», Москва
- Новый музей, Санкт-Петербург.